# Liste der denkmalgeschützten Objekte in Göpfritz an der Wild
Die Liste der denkmalgeschützten Objekte in Göpfritz an der Wild enthält die 15 denkmalgeschützten, unbeweglichen Objekte der Gemeinde Göpfritz an der Wild.

## Denkmäler
| Foto |                 | Denkmal                                                                   | Standort                                                         | Beschreibung | Metadaten |
| ---- | --------------- | ------------------------------------------------------------------------- | ---------------------------------------------------------------- | --- | --- |
| ja   | Datei hochladen | Ortskapelle Almosen HERIS-ID: 49443 Objekt-ID: 53148                      | gegenüber Almosen 13 Standort KG: Almosen                        | Die Ortskapelle von Almosen ist ein schlichter, innen platzlgewölbter Bau vom Ende des 18. Jahrhunderts mit halbrundem Schluss, Dachreiter mit Zwiebelhelm über dem Westgiebel und Kreuzwegbildern vom Ende des 19. Jahrhunderts. | BDA-Hist.: Q38033870 Status: § 2a Stand der BDA-Liste: 2025-06-30 Name: Ortskapelle Almosen GstNr.: 60 Ortskapelle Almosen                                                           |
| ja   | Datei hochladen | Ortskapelle Christi Geburt HERIS-ID: 49558 Objekt-ID: 53399               | gegenüber Breitenfeld 9 Standort KG: Breitenfeld                 | Die mit 1844 bezeichnete Ortskapelle Christi Geburt in der Mitte des Angers von Breitenfeld ist ein schlichter, rechteckiger Bau mit geradem Schluss, Rundbogenfenstern und vorgestelltem Westtürmchen mit Biedermeierhaube sowie einer Glocke aus dem 16. Jahrhundert. Der zweijochige, stichkappengewölbte Innenraum mit Gurten auf Wandvorlagen verfügt über einen um 1600 angefertigten, frühbarocken Knorpelwerkaltar mit Altarblatt Anbetung der Hirten. In Wandnischen stehen Figuren der Heiligen Johannes und Paulus aus der Mitte des 18. Jahrhunderts. Auf das späte 18. bis frühe 19. Jahrhundert werden die vorhandenen Kreuzwegbilder datiert. Die übrige Ausstattung wurde gegen Ende des 19. Jahrhunderts angefertigt. | BDA-Hist.: Q38034605 Status: § 2a Stand der BDA-Liste: 2025-06-30 Name: Ortskapelle Christi Geburt GstNr.: 153                                                                       |
| ja   | Datei hochladen | Bildstock HERIS-ID: 62779 Objekt-ID: 75363 marterl.at: 12811              | Allwangweg Standort KG: Göpfritz an der Wild                     | Der etwa vier Meter hohe Tabernakelpfeiler stammt aus dem Jahr 1690. Über einer Sockelplatte erhebt sich ein abgefaster Pfeiler mit Deckplatte, worauf ein quaderförmiger Aufsatz mit Pyramidendach und Eisenkreuz ruht. In drei seiner vier flachen Nischen sind Reliefs der Kreuzigung, des Heiligen Florian und des Heiligen Sebastian zu sehen. Die vierte Nische enthält eingravierte Schriftzeichen, die zum Großteil unleserlich geworden sind. | BDA-Hist.: Q38101115 Status: § 2a Stand der BDA-Liste: 2025-06-30 Name: Bildstock GstNr.: 1171                                                                                       |
| ja   | Datei hochladen | Aufnahmsgebäude Göpfritz an der Wild HERIS-ID: 49843 Objekt-ID: 54058     | Bahnhofstraße 18 Standort KG: Göpfritz an der Wild               | Der Bahnhof von Göpfritz an der Wild liegt am Anschluss der ehemaligen Lokalbahn Göpfritz–Raabs an die Franz-Josefs-Bahn. Das Aufnahmsgebäude wurde um 1885 erbaut. | BDA-Hist.: Q38036444 Status: Bescheid Stand der BDA-Liste: 2025-06-30 Name: Aufnahmsgebäude Göpfritz an der Wild GstNr.: 1187/1 Aufnahmsgebäude Bahnhof Göpfritz                     |
| ja   | Datei hochladen | Kath. Pfarrkirche hl. Johannes Nepomuk HERIS-ID: 62778 Objekt-ID: 75362   | Hauptstraße 51 Standort KG: Göpfritz an der Wild                 | Die dem heiligen Johannes Nepomuk geweihte Pfarrkirche am Anger von Göpfritz ist eine josephinische Saalkirche, die 1783 nach Plänen von Karl Reininger als Erweiterung einer Kapelle von ca. 1730 erbaut und später mehrfach umgestaltet und erweitert wurde. 1880 wurde der Turm erhöht. Die Apsis wurde 1881 abgetragen und der Chor nach Osten erweitert. Aus der gleichen Zeit stammt der zweigeschoßige Sakristei- bzw. Oratoriumsanbau. Die seitenschiffartigen Erweiterungen an der Nord- und Südseite des Langhauses gehen auf 1929 zurück. Die schlichte Fassade des leicht vorgezogenen, dreigeschoßigen Westturms mit Rechteckportal, Rundbogenfenster, rundbogigen Schallfenstern und Glockenhelm von 1880 weist geschweifte Giebelschenkel und eine orthagonale Gliederung auf. An der Nordseite der Kirche ist die Fassade von Flachbogenfenstern durchbrochen. Das innen flach gedeckte Langhaus ist mit dem leicht erhöhten Chor durch eine Pilastergliederung und umlaufendes Gesims zusammengefasst. Zur Ausstattung gehören unter anderem ein spätbarocker Hochaltar vom Ende des 18. Jahrhunderts, der 1981 aus der Pfarrkirche Unterloiben hierher übertragen wurde sowie eine 1828 angefertigte Glocke von Johann Gottlieb Jennichen. | BDA-Hist.: Q38101106 Status: § 2a Stand der BDA-Liste: 2025-06-30 Name: Kath. Pfarrkirche hl. Johannes Nepomuk GstNr.: 138 Pfarrkirche Göpfritz an der Wild                          |
| ja   | Datei hochladen | Gasthaus Wildrast HERIS-ID: 50943 Objekt-ID: 56465                        | Hauptstraße 71 Standort KG: Göpfritz an der Wild                 | Der Gasthof Wildrast an der Durchgangsstraße schräg gegenüber dem Schloss ist ein im Grundriss längsrechteckiger, zweigeschoßiger Bau mit einem dominanten Walmdach, der in der zweiten Hälfte des 18. Jahrhunderts als Gaststätte und Poststation errichtet wurde. Die biedermeierliche Fassadengliederung aus dem zweiten Viertel des 19. Jahrhunderts ist trotz unpassender Umbauten des 20. Jahrhunderts weitgehend erhalten geblieben. Ende des 20. Jahrhunderts wurde das leerstehende Gebäude von der Gemeinde gekauft, als Gasthof reaktiviert und in Zusammenarbeit mit dem Bundesdenkmalamt dem ursprünglichen Erscheinungsbild entsprechend renoviert. | BDA-Hist.: Q38042776 Status: § 2a Stand der BDA-Liste: 2025-06-30 Name: Gasthaus Wildrast GstNr.: 154/3                                                                              |
| ja   | Datei hochladen | Schloss Göpfritz an der Wild HERIS-ID: 33934 Objekt-ID: 31742             | Hauptstraße 72 Standort KG: Göpfritz an der Wild                 | Das Schloss in Göpfritz an der Wild ist ein langgestrecktes, zweigeschoßiges Barockschloss mit Satteldach und wuchtigen, dreigeschoßigen Ecktrakten mit hohen Mansardendächern, schmalem Mittelrisalit mit Zwerchgiebel und frühhistoristischer Fassadengliederung, das in seiner heutigen Form gegen Ende des 18. Jahrhunderts erbaut wurde. Die erste urkundliche Erwähnung geht laut Dehio auf das Jahr 1454 zurück, nach anderen Quellen auf 1303. Von 1682 bis 1732 war das Schloss im Besitz der Familie Mallenthein und wechselte danach häufig seine Besitzer. Von 1919 bis 1957 diente es als Dominikanerkloster. Seit 1979 ist es im Gemeindebesitz und wird als Gemeindehaus verwendet. Das Erdgeschoß ist platzlgewölbt. Im Obergeschoß liegt eine ehemalige Klosterkapelle von 1928 mit Tonnengewölbe, abgerundeten Stichkappen und stuckierten Querrippen. Zu den weiteren Merkmalen zählen die Ovalfenster und der secessionistische Stiegenaufgang. | BDA-Hist.: Q27876145 Status: § 2a Stand der BDA-Liste: 2025-06-30 Name: Schloss Göpfritz an der Wild GstNr.: 8/1 Schloss Göpfritz                                                    |
| ja   | Datei hochladen | Schloss Kirchberg an der Wild HERIS-ID: 34173 Objekt-ID: 32165            | Kirchberg an der Wild 1 Standort KG: Kirchberg an der Wild       | Das Schloss Kirchberg an der Wild ist eine ehemalige Burg-Kirchenanlage, urkundlich erwähnt 1153, die um 1552 zu befestigtem Schloss im Renaissance-Stil umgebaut wurde. Siehe den Abschnitt „Schloss“ im Ortsartikel. | BDA-Hist.: Q64026396 Status: Bescheid Stand der BDA-Liste: 2025-06-30 Name: Schloss Kirchberg an der Wild GstNr.: 16 Schloss Kirchberg an der Wild                                   |
| ja   | Datei hochladen | Kath. Pfarrkirche hll. Petrus und Paulus HERIS-ID: 49994 Objekt-ID: 54437 | neben Kirchberg an der Wild 1 Standort KG: Kirchberg an der Wild | Die ursprünglich romanische Chorturmkirche stammt aus der Mitte des 12. Jahrhunderts. | BDA-Hist.: Q64026397 Status: § 2a Stand der BDA-Liste: 2025-06-30 Name: Kath. Pfarrkirche hll. Petrus und Paulus GstNr.: 1 Pfarrkirche hll. Petrus und Paulus, Kirchberg an der Wild |
| ja   | Datei hochladen | Mariensäule HERIS-ID: 62781 Objekt-ID: 75365                              | vor Kirchberg an der Wild 6 Standort KG: Kirchberg an der Wild   | Die Maria-Immaculata-Figur auf einem Sockel am Marktplatz ist inschriftlich bezeichnet mit 1724. Sie wurde 1899 renoviert. | BDA-Hist.: Q38101130 Status: § 2a Stand der BDA-Liste: 2025-06-30 Name: Mariensäule GstNr.: 770/1                                                                                    |
| ja   | Datei hochladen | Ortskapelle Neunzen HERIS-ID: 72469 Objekt-ID: 85701                      | Standort KG: Merkenbrechts                                       | Die ehemalige Ortskapelle des ausgesiedelten Straßendorfes Neunzen ist ein 1887 errichteter, neugotischer Bau mit dreiseitigem Schluss, profilierten Giebeln, vorgestelltem Westturm mit Spitzhelm, spitzbogigen Fenstern und Portalen sowie einem korbbogigen Triumphbogen. Von der ursprünglichen Ausmalung aus dem 19. Jahrhundert sind noch Reste erhalten. | BDA-Hist.: Q38130489 Status: § 2a Stand der BDA-Liste: 2025-06-30 Name: Ortskapelle Neunzen GstNr.: 1757/2                                                                           |
| ja   | Datei hochladen | Ortskapelle Merkenbrechts HERIS-ID: 50228 Objekt-ID: 54991                | gegenüber Merkenbrechts 14 Standort KG: Merkenbrechts            | Die Ortskapelle von Merkenbrechts ist ein spätbarocker Bau vom Ende 19. Jahrhunderts. Dem lisenengegliederten Langhaus mit dreiseitigem Schluss und Spitzbogenfenstern ist im Westen ein zweigeschoßiger Turm mit rundbogigen Schallfenstern und Zwiebelhelm vorgelagert. Das Westportal unter Lünettennische wird von Pilastern flankiert und von einem Dreiecksgiebel bekrönt. Im Inneren des stichkappengewölbten Langhauses befindet sich ein Triumphbogen mit Stuckkapitellen. Zur Ausstattung zählen ein neugotischer Altar mit Marienstatue aus der Zeit um 1900 sowie venezianische Glasluster vom Ende des 18. Jahrhunderts. | BDA-Hist.: Q38038830 Status: § 2a Stand der BDA-Liste: 2025-06-30 Name: Ortskapelle Merkenbrechts GstNr.: 85 Ortskapelle Merkenbrechts                                               |
| ja   | Datei hochladen | Kath. Pfarrkirche hl. Florian HERIS-ID: 50523 Objekt-ID: 55588            | neben Scheideldorf 70 Standort KG: Scheideldorf                  | Die Pfarrkirche von Scheideldorf ist dem heiligen Florian geweiht. Die 1784/85 nach der Pfarrgründung erbaute, josephinische Saalkirche befindet sich im Westen des Ortes. Das mächtige Langhaus hat eine schlichte Fassade mit geschwungenem Giebel. Der dreigeschoßige Ostturm mit Giebelspitzhelm und profiliertem Kranzgesims ist im Glockengeschoß durch Pilaster gegliedert und hat im Erdgeschoß eine Nische mit einer spätbarocken Floriansfigur. Das innere des dreijochigen Langhauses mit Platzlgewölbe auf kräftigen Wandpfeilern mit vorgelegten Doppelpilastern wird von großen Flachbogenfenstern in flachen Nischenräumen durchbrochen. An beiden Seiten des einjochigen, leicht erhöhten Chores mit Platzlgewölbe über Gurten auf flachen Wandpfeilern befinden sich rechteckige Anbauten: im Norden eine Heiliggrabkapelle und im Süden die Sakristei. Die platzlunterwölbte Orgelempore ist dreiteilig geschwungen. Die Deckenmalerei wurde 1853 von Quintus Bruckner angefertigt und 1857 von demselben restauriert. Zur Ausstattung der Kirche zählen unter anderem ein spätbarocker Hochaltar von 1726 und eine Glocke von 1695. | BDA-Hist.: Q38040608 Status: § 2a Stand der BDA-Liste: 2025-06-30 Name: Kath. Pfarrkirche hl. Florian GstNr.: 1 Pfarrkirche Scheideldorf                                             |
| ja   | Datei hochladen | Ortskapelle hl. Laurenz HERIS-ID: 50564 Objekt-ID: 55655                  | gegenüber Schönfeld an der Wild 33 Standort KG: Schönfeld        | Die Ortskapelle von Schönfeld ist ein rechteckiger Bau aus der ersten Hälfte des 19. Jahrhunderts mit rundem Schluss und umlaufendem Kranzgesims. Über einem geschwungenen Giebel erhebt sich ein Turm mit Zwiebelhelm von 1884. In der Ostseite befindet sich eine Nische mit einer Figur des Heiligen Florian. Das Innere der flach gedeckten Kapelle ist mit einer Maria-Immaculata-Figur über neugotischem Tabernakel aus der ersten Hälfte des 19. Jahrhunderts, Kreuzwegbildern vom Anfang des 19. Jahrhunderts sowie einigen spätbarocken Votivbilder aus der Zeit um 1800 ausgestattet. | BDA-Hist.: Q38040878 Status: § 2a Stand der BDA-Liste: 2025-06-30 Name: Ortskapelle hl. Laurenz GstNr.: 1 Ortskapelle hl. Laurenz, Schönfeld                                         |
| ja   | Datei hochladen | Ortskapelle Weinpolz HERIS-ID: 50799 Objekt-ID: 56175                     | gegenüber Weinpolz 11 Standort KG: Weinpolz                      | Die schlichte, rechteckige Kapelle am Anger von Weinpolz mit rechteckigem Schluss, Dachreiter und Rundbogenfries stammt aus der Mitte des 19. Jahrhunderts. Der Innenraum ist stichkappengewölbt. In einer Nische über dem Eingang befindet sich eine Figur des Heiligen Florian. Zur Ausstattung gehören ein spätklassizistischer Säulenaltar aus der Mitte des 19. Jahrhunderts, eine Kreuzigungsgruppe mit Maria (Mutter Jesu) und Johannes, eine spätgotische Figur der Maria mit Kind vom Anfang des 16. Jahrhunderts, eine Figur des Christus an der Geißelsäule vom Ende des 18./Anfang des 19. Jahrhunderts sowie eine Glocke von Ferdinand Drackh aus dem Jahr 1735. | BDA-Hist.: Q38042232 Status: § 2a Stand der BDA-Liste: 2025-06-30 Name: Ortskapelle Weinpolz GstNr.: 62                                                                              |